# Can Busquets (Hostalric)
Can Busquets és una casa entre mitgeres situada al nucli urbà d'Hostalric (Selva), davant la plaça de la Vila. És una obra inclosa en l'Inventari del Patrimoni Arquitectònic de Catalunya.

## Descripció
Consta de planta baixa, dos pisos i terrat. A la planta baixa hi ha una porta amb arc pla i llinda de pedra i una finestra amb ampit de pedra i una reixa de forja. Al primer pis hi ha un balcó que ocupa quasi tota la façana, amb barana de ferro i dues obertures rectangulars, envoltades per una motllura de guix. Al segon pis, hi ha dues obertures, similars a les del primer pis, cada una amb un balcó, amb barana de ferro i sostentats per unes mènsules. Sobre les obertures, hi ha uns petits elements fets en guix on posa l'any en què es construí la casa: 1895. L'edifici acaba coronat amb una cornisa contínua i una balaustrada en pedra.